# Lányok a kirakatban
A Lányok a kirakatban (eredeti címe: I grandi magazzini) 1939-ben bemutatott fekete-fehér olasz film, rendezője Mario Camerini. Magyarországon a filmet 1940. december 16-án mutatták be. 

## Cselekménye
Bruno Zacchi, az áruház sofőrje az egyik eladónőnek, Laurettának udvarol. Kolléganője, Anna is kiveti hálóját a fiúra és síelni hívja a hegyekbe. A féltékeny Lauretta zárás után belopózik az áruházba és síöltönyt vesz kölcsön. Éjfélkor a pályaudvaron Bruno hiába várja Annát, mert az Bertinivel, az áruház személyzeti főnökével barátkozik, de a sofőr barátságát is meg akarta nyerni. Anna helyett a pályaudvaron megjelenik Lauretta. Bruno megörül, gyorsan kibékülnek és együtt utaznak a hegyekbe. Hazatérve kihirdetik eljegyzésüket, és Lauretta vissza akarja csempészni a síöltönyt az áruházba, de elkésett.
Az áruházi lopások miatt vizsgálat indult, és rájöttek Lauretta "lopására". Bertini személyzeti főnök erőszakosan udvarol Laurettának és elmondja Brunónak a lány "bűnét". A sofőr szakít Laurettával, mire Bertini újra kezdi kísérleteit, hogy Laurettát kedvesévé tegye. Bruno épp barátja, az éjjeliőr társaságában tépelődik, amikor egy alak surran el előttük. Az alak autóba ugrik, Bruno utánahajt, szándékosan nekiütközik és így sikerül a szökevényt elfognia. Kiderül, hogy az áruházban tolvajbanda működik, amelynek feje maga a személyzeti főnök. Bruno bocsánatot kér menyasszonyától a gyanusításért, az áruházigazgató pedig jutalmul gondoskodik házasságukról. 

## Főbb szereplők
- Vittorio De Sica – Bruno Zacchi
- Assia Noris – Lauretta Corelli
- Enrico Glori – Bertini, il capo del personale
- Luisella Beghi – Emilia
- Virgilio Riento – Gaetano
- Andrea Checchi – Maurizio
- Milena Penovich – Anna
- Mattia Giancola – Pietro – il fratello di Anna
- Renato Alberini
- Aldo Capacci – Il giovane dell'–censore
- Nino Crisman – L'ispettore dei magazzini
- Dhia Cristiani – La commessa del reparto mobili
- Dino De Laurentiis – Un fattorino